# Caligo japetus
Caligo japetus är en fjärilsart som beskrevs av Hans Ferdinand Emil Julius Stichel 1903. Caligo japetus ingår i släktet Caligo och familjen praktfjärilar. Inga underarter finns listade i Catalogue of Life.